# Gare de Saint-Chamond
La gare de Saint-Chamond est une gare ferroviaire française de la ligne de Moret - Veneux-les-Sablons à Lyon-Perrache. Elle est située à proximité du centre ville de Saint-Chamond, dans le département de la Loire en région Auvergne-Rhône-Alpes.
Mise en service par la Compagnie du chemin de fer de Saint-Étienne à Lyon en 1832, c'est une gare de la Société nationale des chemins de fer français (SNCF) desservie par des trains TER Auvergne-Rhône-Alpes qui effectuent des missions entre Lyon-Perrache et Firminy et entre Lyon-Part-Dieu et Saint-Étienne-Châteaucreux.

## Situation ferroviaire
Établie à 376 m d'altitude, la gare de Saint-Chamond est située au point kilométrique (PK) 513,469 de la ligne de Moret - Veneux-les-Sablons à Lyon-Perrache, entre les gares voyageurs ouvertes de Saint-Étienne-Châteaucreux (s'intercalent les gares marchandises de Saint-Étienne-Pont-de-l'Âne et de Terrenoire) et Rive-de-Gier (s'intercalent la gare marchandises de La Grand-Croix et la gare fermée de Lorette).

## Histoire
La gare est mise en service par la Compagnie du chemin de fer de Saint-Étienne à Lyon lorsqu'elle ouvre aux voyageurs la section de Grand-Croix à Saint-Étienne, le 1er octobre 1832, de sa future ligne de Saint-Étienne à Lyon. L'ouverture du service marchandises a lieu le 25 février 1833. La ville va bénéficier d'un embarcadère intermédiaire, comme Rive-de-Gier et Givors

## Fréquentation
De 2015 à 2023, selon les estimations de la SNCF, la fréquentation annuelle de la gare s'élève aux nombres indiqués dans le tableau ci-dessous.
| Année                      | 2015    | 2016    | 2017    | 2018    | 2019    | 2020    | 2021    | 2022    | 2023    |
| -------------------------- | ------- | ------- | ------- | ------- | ------- | ------- | ------- | ------- | ------- |
| Voyageurs                  | 673 248 | 629 237 | 679 456 | 620 745 | 695 128 | 429 784 | 512 675 | 682 864 | 704 109 |
| Voyageurs et non voyageurs | 842 310 | 786 546 | 849 320 | 775 931 | 868 910 | 537 230 | 640 844 | 853 581 | 880 137 |

## Service des voyageurs

### Accueil
Gare SNCF, elle dispose d'un bâtiment voyageurs, avec guichet, ouvert tous les jours. (sauf les jours fériés) . Elle est équipée d'automates pour l'achat de titres de transport.

### Desserte
Saint-Chamond est desservie par des trains TER Auvergne-Rhône-Alpes qui effectuent des missions entre Lyon-Perrache et Firminy et entre Saint-Étienne-Châteaucreux - Lyon-Part-Dieu et Ambérieu-en-Bugey.

### Intermodalité
Un parc pour les vélos et un parking pour les véhicules y sont aménagés.